# Saint-Jean-de-Crieulon
Saint-Jean-de-Crieulon ist eine Gemeinde im französischen Département Gard in der Region Okzitanien (vor 2016 Languedoc-Roussillon). Sie gehört zum Arrondissement Alès und zum Kanton Quissac. 

## Lage
An der westlichen Gemeindegrenze verläuft der namengebende Fluss Crieulon. Die Gemeinde grenzt im Norden und im Osten an Saint-Nazaire-des-Gardies, im Süden an Logrian-Florian und Quissac, im Westen an Sauve und im Nordwesten an Durfort-et-Saint-Martin-de-Sossenac.

## Bevölkerungsentwicklung
| Jahr      | 1962 | 1968 | 1975 | 1982 | 1990 | 1999 | 2007 | 2017 |
| --------- | ---- | ---- | ---- | ---- | ---- | ---- | ---- | ---- |
| Einwohner | 99   | 106  | 112  | 121  | 151  | 146  | 205  | 246  |